# Dorfkirche Prödel

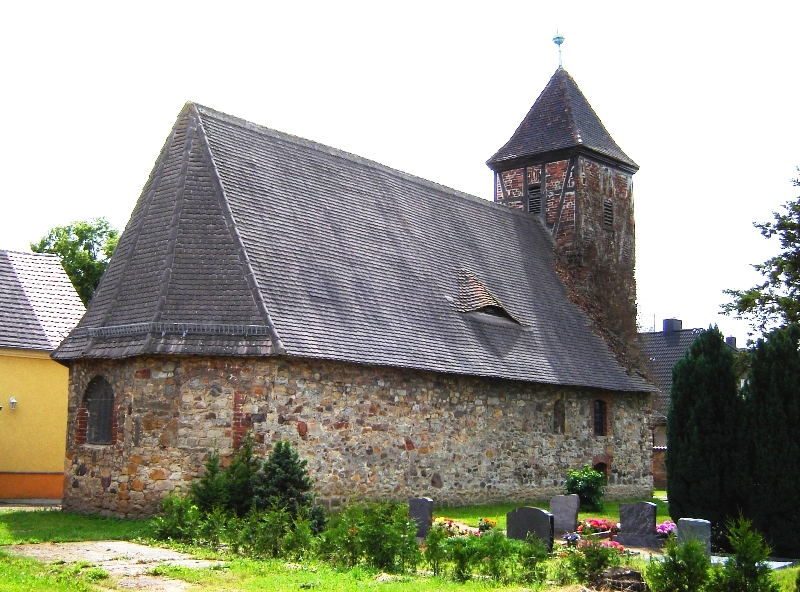
Evangelische Pfarrkirche St. Sebastiani in Prödel

Die Dorfkirche St. Sebastiani steht an der Lindenstraße in der Ortschaft Prödel in der Stadtgemeinde Gommern im Land Sachsen-Anhalt. Die Kirche ist ein geschütztes Baudenkmal. Die Kirchengemeinde Grabow gehört zum Kirchenkreis Elbe-Fläming der Evangelischen Kirche in Mitteldeutschland.

## Geschichte
Das Dorf wurde 1155 mit Predele genannt. Der romanische Kirchenbau wird für die zweite Hälfte des 12. Jahrhunderts angenommen. Im 16. Jahrhundert wurde ein Chor angebaut.

## Architektur
Das spätromanische Langhaus aus Bruchsteinmauerwerk unter einem Satteldach zeigt kleine originale Rundbogenfenster. Der ostseitige Chor in der Breite des Langhauses hat einen Dreiseitschluss. Der quadratische Westturm wurde 1627 erweitert und erhielt im 18. Jahrhundert ein Fachwerkgeschoss unter einem Zeltdach.
Das Kircheninnere zeigt ein Langhaus unter einer reich bemalten flachen Balkendecke mit einer Empore im Westen. 1952/1953 wurde an der Nordwand des Langhauses eine mittelalterliche Wandmalerei mit drei Kreuzen freigelegt.

## Ausstattung
Der Altaraufsatz zeigt ein geschnitztes Relief Abendmahl Jesu aus dem Jahr 1609 von Elias Dalheim aus Magdeburg. Darauf steht eine kleine Kreuzigungsgruppe Kruzifix mit Maria und Johannes, welche aus Ladeburg hierher überführt wurde. Vom spätromanischen Taufstein ist die Kuppa erhalten.

## Grabdenkmäler
- Zwei barocke Inschriftgrabsteine zu Christian Wilhelm Krebs gestorben 1733 und zu Charlotte Catharina Krebs gestorben 1738.
- Ein hölzernes Epitaph zu Maria Sophia Drechsler gestorben 1751.